# ريتشارد اولسن
ريتشارد اولسن (بالدنماركية: Peter Richard Olsen)‏ هو مجدف دنماركي، ولد في 31 أكتوبر 1911 في Sorø ‏ في الدنمارك، وتوفي بنفس المكان في 13 فبراير 1956.

## وصلات خارجية
- ريتشارد اولسن على موقع الاتحاد الدولي للتجديف (الإنجليزية)
- ريتشارد اولسن على موقع اللجنة الأولمبية الدولية (الإنجليزية)
- ريتشارد اولسن على موقع أوليمبيديا (الإنجليزية)